# Teddy Geiger
Teresa Geiger (nascida John Theodore Geiger II; Rochester, 16 de setembro de 1988) é uma cantora, compositora e produtora musical norte-americana.

## Biografia
John Theodore "Teddy" Geiger II, com os seus olhos azuis cristalinos e com o seu cabelo preto, já conseguiu centenas de fãs por todo o mundo.
Aos 6 anos ela já tocava piano, e aos 8 guitarra. Por volta dos 10 anos, escreveu a sua primeira música "Try Too Hard". Foi finalista do concurso "In Search of the Partridge Family" que passou no canal VH1.
O seu primeiro single, "For You I Will (Confidece)", foi lançado oficialmente em fevereiro de 2006, do qual Teddy já recebeu muito boas críticas. A canção recebeu opiniões positivas, e foi chamado de "docemente romântico" e disse conter "sofisticadas letras".
Serviu como a abertura do show da cantora Hilary Duff no verão de 2005 na "Still Most Wanted Tour". Seu debut álbum, Underage Thinking, foi lançado em 21 de março de 2006, e foi o 8º CD mais vendido nos E.U.A Billboard 200 álbuns gráfico.
Atualmente, Teddy vive em Rochester, um subúrbio de Pittsford, Nova Iorque.
Teddy Geiger escreveu sua primeira música aos 10 anos de idade, tem habilidade para tocar violão, bateria, piano, baixo e trombone.
Teddy sempre disse "Eu quis entrar no mundo da música, não da televisão. Eu desde pequena que escrevo canções".
Geiger tinha um pequeno papel na série televisiva Love Monkey, que originalmente foi exibido na CBS e foi mais tarde transferido para o VH1. Ela viveu o jovem esperançoso músico Wayne Jensen, estrelando ao lado Tom Cavanagh e Jason Priestley. Sua canção "For You I Will (Confidence)" foi caracterizado como o tema para o show mais tarde sobre o episódio. Ela viu o seu recorde de vendas aumentam com a exposição, na manhã e à noite talk show de televisão circuito.

## Filmografia
- 2004 - VH1's In Search of the Partridge Family TV Series
- 2005 - Miss Seventeen
- 2006 - Beautiful People Season 1 Finale
- 2006 - Love Monkey
- 2006 - The Ellen DeGeneres Show'
- 2006 - Punk'd
- 2006 - Rove Live
- 2006 - The AFL Footy Show
- 2006 - America's Got Talent
- 2006 - Total Request Live
- 2006 - Video Hits First
- 2007 - Much Music's 20 Hottest Guys
- 2007 - MTV Cribs
- 2007 - Australia Video Music Awards 2007
- 2008 - Total Request Live
- 2008 - The Rocker